# Comiqueando
Comiqueando es una revista argentina dedicada a la historieta, el dibujo animado y temas relacionados. Fue editada por Comiqueando Press desde 1994 hasta enero de 2002. Luego fue recreada en su sitio de internet, y finalmente volvió a editarse en forma gráfica entre 2005 y 2012. Actualmente se siguen publicando críticas y noticias en el sitio web de la revista.

## Historia

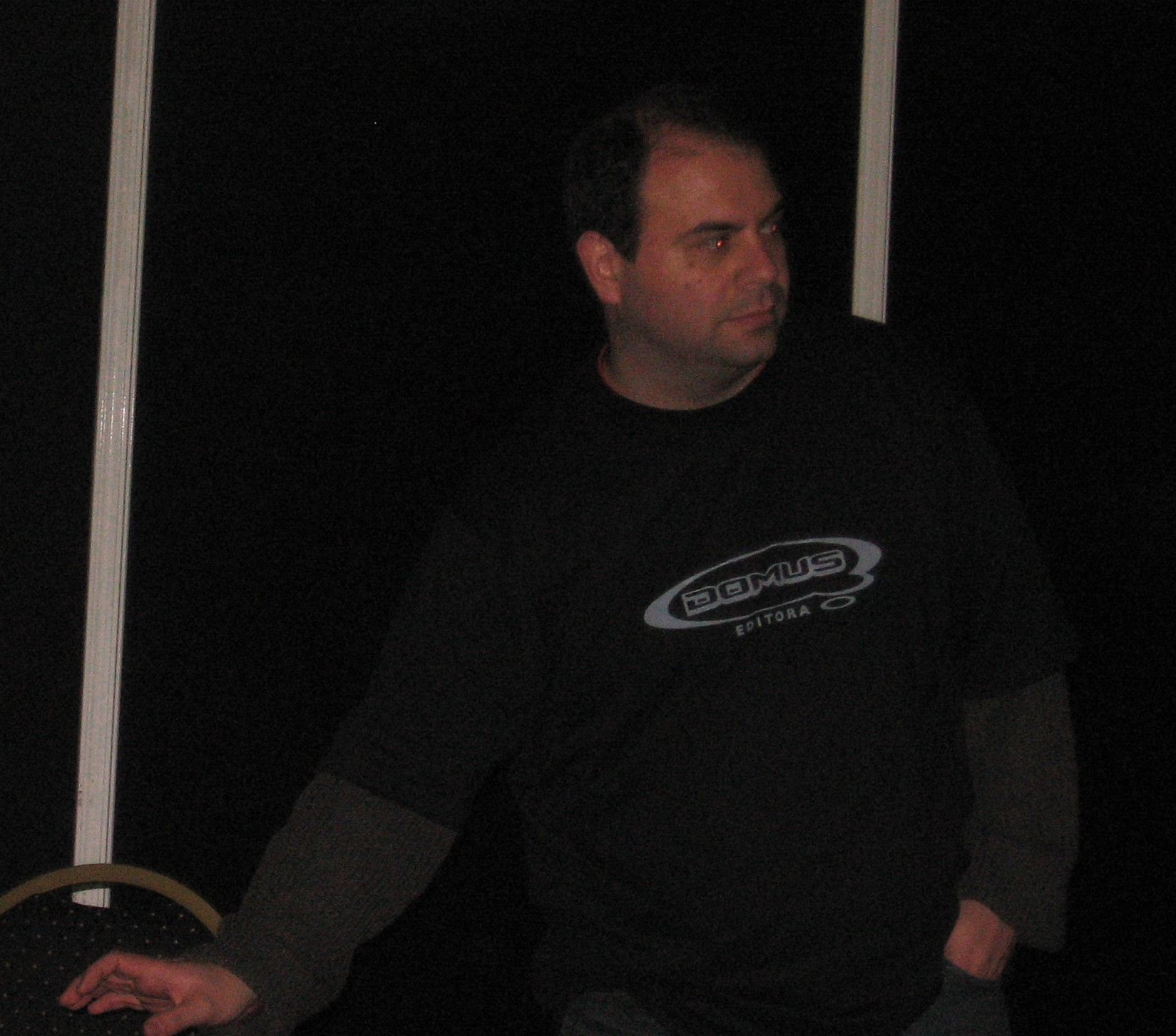
Andrés Accorsi, fundador de esta revista sobre historietas.

Comiqueando nació originalmente como un fanzine en 1986, fundada por el periodista y traductor de cómics Andrés Accorsi (en ese entonces de 18 años)  y su hermano Diego. Esta primera versión solo tuvo 11 números, siendo el último de 1987. El lanzamiento oficial fue casi una década después, en 1994, presentando en la tapa una nota sobre Superman, además de reportajes a John Byrne y Carlos Trillo, notas sobre Ren & Stimpy y la versión del Eternauta de Alberto Breccia, una historieta del Cazador y una sección permanente en todos los números en la cual se contaba la historia completa de los X-Men.
En diciembre de 1994 se editó un número con 100 páginas y póster color (el 8). Más adelante se pasaría a una frecuencia bimestral en lugar de mensual, para poder incluir más páginas. Algunas publicaciones presentaban 2 tapas diferentes, una a cada lado, y las páginas internas en una posición y luego la otra.
En 1997 la publicación organizó "Fantabaires", una convención de historietas, en donde se hizo un homenaje a los 40 años de la primera publicación de El Eternauta. La editorial Comiqueando Press se expande a editar más cosas que simplemente la propia Comiqueando, como por ejemplo la revista Vórtice, que reunía a diversos artistas locales. Su publicación más destacada sería Caballero Rojo, un personaje publicado originalmente en la propia Comiqueando.
El suplemento central de los X-Men llega a su fin, y es reemplazado por otro relacionado con Star Wars. Por aquel entonces aún no se había producido la película Star Wars: Episodio I - La amenaza fantasma, y dichos artículos se basan en el Universo Expandido de las trilogía original, el cual fue posteriormente alterado por dichas películas.
El formato de la revista agrega además un lomo rectangular al costado. Se siguieron realizando ediciones de Fantabaires cada año, aunque en organizaciones compartidas, y el suplemento de Star Wars es reemplazado por uno dedicado a la Liga de la Justicia. En la época Comiqueando se destacaba por un marcado tono anti-manga/anime, con duras críticas a ambos géneros en la sección Mesa Redonda; aunque ocasionalmente se hacían notas sobre animes populares como Evangelion para atraer nuevos lectores. Esto causó una rivalidad con la revista Lazer de Editorial Ivrea, que llegó a superar a Comiqueando en ventas.
Durante el 2001 no se produce ningún Fantabaires, y su lugar es ocupado en noviembre por "Expocomics & Animé", del cual Comiqueando no participa en la organización. Poco después tiene lugar una importante crisis económica en el país, que incluye un importante aumento del dólar. La revista Comiqueando, al igual que otras publicaciones no masivas, se ve obligada a cerrar sus actividades. Aun así, el último número que se había producido (el #55) fue fotocopiado por Diego Accorsi y algunas copias se llegaron a distribuir, aunque con el estilo gráfico de un fanzine en lugar del de las ediciones habituales de la revista.
Años más tarde, los exintegrantes de la revista crearon un sitio en internet que retomara la idea de la revista, ofreciendo notas y secciones al estilo que solía tener la misma. Además, se diseñaban portadas falsas, que jamás se usaron en publicaciones reales.
Finalmente, en el año 2005 se vuelve a editar la revista Comiqueando en formato físico, a través del sello Domus Editora. En un primer momento, Martín Casanova y Javier Hildebrant idearon una revista en un formato un poco más grande que el anterior con la idea de hacer una suerte de "anuario", que se publicó en mayo de 2005.  
En esta nueva etapa se incorporaron al equipo original, además de Casanova y Hildebrandt, otros nuevos redactores como Hernán Martignone, Hernán Khatchadourian, Matías Lértora, Fabián Montaner, Mariano Prunes y otros, al tiempo que se incorporaban historietas de Ariel Cid, el fallecido Dani The O, El Gasty, José Luis Gaitán, Mr. Exes, Diego Pacheco, J.J. Rovella, Gustavo Sala, Rodrigo Terranova y Lucas Varela, algunos de ellos veteranos de la anterior etapa. 
La experiencia resultó exitosa y entonces salieron a la venta cinco ejemplares más, hasta que en octubre de 2006 concluyó esta etapa que se caracterizaba por tener un formato en blanco y negro, un poco más grande que la original, con lomo y una numeración que abarcaba trimestres ("sep- nov 2006", por ejemplo). 
En diciembre de 2006, la revista cambió nuevamente de formato. y bajo el nombre de "Comiqueando Extra", salió a la venta primera vez a todo color, con papel ilustración y bajo la dirección de Federico Velasco en lugar de Martín Casanova.  
En 2008, se comenzó a editar también la revista Komikku dedicada al manga y el animé; y Power Magazine, una serie de especiales dedicados a un personaje específico o unautor en particular a saber: Batman, Frank Miller, Hellboy, y Hulk. Además, salió en línea un número sobre Alan Moore.  
La nueva versión de Comiqueando duró sólo 11 números entre diciembre de 2006 y fines de 2011, el último trata sobre el nuevo Universo de DC, el New 52. En 2012 se confirmó el cierre definitivo de Freakshow Press, por donde se editaba la revista física. 
De todas formas, el sitio continúa en línea y allí se pueden ver no sólo todas las noticias del mundo editorial (Comic Clips), sino también los eventos a realizarse en la Argentina (Agenda Argenta), las novedades del cine, el streaming y la TV (Pantallazos), las Columnas y las Secciones, en donde figura el famosísimo podcast de Comiqueando, en el que participan todos los integrantes, turnándose y realizando diversos "team ups". Este podcast, creado a instancias de Martín Fernández Cruz, es tan famoso alrededor del mundo que sus integrantes grabaron el número 100 frente a un auditorio ubicado en una sala teatral a la que concurrieron todos sus fanes. También hay una columna de Cómics creados específicamente para este medio por historietistas varios.  
En mayo de 2019, se celebró en el Centro Cultural San Martín una fiesta por los 25 años de Comiqueando, con la presencia de una gran cantidad de integrantes del colectivo de la vieja guardia y de la nueva, que interactuaron junto a los fanes mientras todo esto se grababa como un nuevo podcast.  
De esta manera, los periodistas de Comiqueando continúan con su tarea de informar a los seguidores del género acerca de todas las novedades que van surgiendo en el medio, sin buscar ningún tipo de rédito económico ya que no aceptan notas pagas ni tampoco publicidades para garantizar total objetividad.

## Secciones
| - Mesa Redonda - El Salón de la Justicia - Comic Clips - Agenda Argenta - La Verdulería - Pantallazos | - Anarkomix - El Cómic de Nunca Acabar - VueltAlMundo - Desde Adentro - Zona Crítica - Comix Trip |

## Redactores
| - Andrés Accorsi - Martín Casanova - Diego Accorsi - Dr. Sax - Hernán Ostuni - Fernando García - Lisandro Berenguer Grassi - José Luis Gaitán | - Gustavo Sala - Lucas Varela - Dani Acosta - Dani The 0 - Pablo de Santis - Mr. Exes - "Dr. Müle", miembro ficticio de estilo mucho más irreverente que los demás. - Hernán Khatchadourian |